# Phragmatobia trigona
Micrarctia trigona là một loài bướm đêm thuộc phân họ Arctiinae, họ Erebidae.